# Championnat d'Allemagne de hockey sur glace D3
Pour les articles homonymes, voir 2. Bundesliga.
L'Oberliga est la troisième ligue de hockey sur glace d'Allemagne.

## Format
En 1948, au moment de la création de la compétition et jusqu'en 1958, l'Oberliga était la plus haute division de hockey sur glace en Allemagne de l'Ouest avec une seule poule. Pour la saison 1958/1959, la Bundesliga devint le niveau supérieur du hockey allemand et l'Oberliga la seconde division. Entre 1966 et 1970, la ligue a été divisée en deux poules : une poule Sud qui accueillait les clubs de Bade-Wurtemberg et de Bavière et une poule Nord qui accueillait les autres clubs. Entre 1994 et 1999, avec la réforme du système des championnats allemands et la création de la Deutsche Eishockey-Liga, l'Oberliga disparait puis réapparait pour la saison 1999/2000. Depuis la saison 2010/2011, l'Oberliga est composée de quatre poules regroupant les clubs selon leur emplacement géographique. À la fin de la saison les vainqueurs des régions ainsi que les deux derniers de la 2. Bundesliga sont réunis dans une poule de promotion où les deux premiers sont promus au niveau supérieur.

Les quatre divisions actuelles de l'Oberliga.
Division Nord
Division Ouest
Division Est
Division Sud

## Équipes
Voici la liste des équipes engagées pour la saison 2023-2024 :
Groupe Nord
- Füchse Duisbourg
- Black Dragons Erfurt
- Moskitos Essen
- MEC Halle 04
- Hammer Eisbären
- Hannover Indians
- Hannover Scorpions
- Herforder EV
- Herner EV 2007
- Icefighters Leipzig
- Rostock Piranhas
- Tilburg Trappers

Groupe Sud
- Bayreuth Tigers
- Deggendorfer SC
- EV Füssen
- Heilbronner Falken
- Höchstadter EC
- EV Lindau
- ECDC Memmingen
- Passau Black Hawks
- EC Peiting
- SC Riessersee
- Stuttgart Rebels
- 1. EV Weiden
- Tölzer Löwen